# Anita Blanch
Anita Blanch (Sagunto, 26 de julho de 1910—Cidade do México, 23 de abril de 1983) foi uma atriz espanhola naturalizada mexicana. Tornou-se conhecida por escrever telenovelas e séries da Televisa durante a década de 1960.
Venceu o Diosa de plata de melhor co-atuação feminina em Tlayucan e foi indicada a três categorias do Ariel, por La barraca, Los días del amor e Presagio, em 1947, 1973 e 1975, respectivamente.